# Ogólnopolski Festiwal Dobrego Smaku
Ogólnopolski Festiwal Dobrego Smaku – polski festiwal kulinarny odbywający się w Poznaniu od 2007. Główną areną wydarzeń jest poznański Stary Rynek.
Pomysłodawcą konkursu Polska Nalewka Roku i współtwórcą Festiwalu był restaurator i działacz kulturalny Jan Babczyszyn. Przewodniczącym Kapituły Dobrego Smaku od początku istnienia imprezy jest Piotr Bikont. 
W festiwalu udział bierze pond stu (w 2015 ponad 140) wystawców z całego kraju, a także z innych państw. Są to zarówno producenci żywności, jej importerzy, jak i lokale gastronomiczne, hotele i gospodarstwa agroturystyczne. Oprócz handlu rozgrywane są konkursy kulinarne (w tym największy polski turniej nalewek domowych – Polska Nalewka Roku), odbywają się warsztaty, koncerty muzyczne i pokazy sztuki kulinarnej. Wśród gości pojawiają się mistrzowie kuchni, podróżnicy i dziennikarze kulinarni (m.in. Grzegorz Łapanowski, Paweł Loroch oraz Robert Makłowicz).